# Пхуї Сананікон
Пхуї Сананікон (лаос. ຜຸຍ ຊະນະນິກອນ; місцево відомий як Пхагна Хоуахонг (лаос. ພຍາຫົວຂອງ); 6 вересня 1903 — 4 грудня 1983) — лаоський державний і політичний діяч, двічі очолював уряд Лаосу.

## Біографія
Народився в родині високопоставленого в'єнтьянського чиновника, який належав до впливового роду Сананіконів. Від 1923 року почав працювати у французькій колоніальній адміністрації. Був префектом повіту, потім губернатором (чаокуєнгом) провінції.

### Роки боротьби за незалежність
У квітні 1945 року відмовився від активної участі в діяльності антияпонської організації «Лаос для лаосців» (Лао пен Лао), заснованої його братом Уном Сананіконом, а восени того ж року разом з іншим братом, Нгоном Сананіконом, долучився до угруповання принца Бун Ума, представники якого вважали, що Лаос не готовий до отримання незалежності, якої вимагав Ун Сананікон, і сприяли відновленню французького контролю над країною. Пхуї Сананікон став одним з провідних політиків автономного Королівства Лаос у складі Французького Союзу та 25 листопада 1947 року був обраний головою перших Національних зборів Лаосу. Того ж року він заснував та очолив Незалежну партію Лаосу, що представляла профранцузьки налаштовані кола адміністрації, аристократії та підприємців.

### Перше прем'єрство
У лютому 1950 року, коли Лаос все ще залишався під французьким контролем, Пхуї Сананікон сформував уряд, до складу якого серед інших увійшов один з колишніх лідерів розформованого руху «Вільний Лаос» принц Суванна Пхума. В рамках примирення в середовищі лаоської аристократії до країни повернулись багато інших активних діячів «Вільного Лаосу», яких було призначено на високі державні посади. 1950 року вони заснували Національну партію (Лао Као На), яка 1951 здобула перемогу на виборах до Національних зборів. Однак національне примирення не було досягнуто — в країні тривали антифранцузький та протиурядовий партизанський рухи на чолі з лівою опозицією. В серпні 1950 року керівники партизанського руху заснували Фронт визволення Лаосу та сформували паралельний Уряд національної єдності на чолі з принцом Суфанувонгом. У відповідь на таке 23 грудня 1950 року лаоський уряд підписав у Сайгоні Угоду про допомогу для спільної оборони в Індокитаї, заручившись американською військовою та фінансовою допомогою. Втім 11 березня 1951 року на Консультативній конференції представників визвольних фронтів Індокитаю, Фронт визволення Лаосу офіційно заручився підтримкою Демократичної Республіки В'єтнам та фронтів Південного В'єтнаму й Камбоджі, що призвело до інтернаціоналізації громадянської війни в Лаосі. 9 вересня 1951 року уряд Пхуї Сананікона підписав зі Сполученими Штатами угоду про економічне співробітництво, що відкривала широкі можливості для проникнення до економки Лаосу. Країною відчинялись кооперативи для продажу американських товарів, за різних приводів населенню роздавали ковдри, москітні сітки, медикаменти, сіль, тканини тощо. Невдовзі після того уряд Сананікона був змушений піти у відставку та передати владу принцу Суванні Пхумі, лідеру Національної партії, що здобула перемогу на виборах.

### Міністр закордонних справ
У березні 1954 року Пхуї Сананікон очолив міністерство закордонних справ, одночасно зайнявши посаду заступника голови уряду. У зв'язку з тим, що Франція явно втрачала контроль над країнами Індокитаю, він став одним з основних лідерів угруповання, що розраховувало на допомогу США в боротьбі з комуністичним партизанським рухом, що набирав обертів. На Женевській конференції Пхуї Сананікон виступав проти поширення на Лаос домовленостей, які застосовувались відносно В'єтнаму та Камбоджі — надання повної незалежності, припинення вогню, виведення французьких військ і початку процесу національного примирення. Він наполягав на тому, що Лаос уже здобув незалежність відповідно до французько-лаоського договору від 2 жовтня 1953 року, що в країні діють «демократичні та парламентські інституції» та існує національна єдність «навколо його величності Сисаванга Вонга». Однак ті аргументи королівського уряду не взяли до уваги провідні учасники конференції. Після повернення з Женеви міністр оборони Ку Воравонг у Національних зборах привселюдно звинуватив міністра закордонних справ у тому, що за відмову від підписання угод Сананікон отримав від США мільйон доларів, що зберігається в одному зі швейцарських банків. 18 вересня 1954 року Ку Воравонг за нез'ясованих обставин був убитий у кабінеті Пхуї Сананікона, що стало приводом для відставки уряду Суванни Пхуми та поклало початок багаторічній ворожнечі між кланами Сананіконів і Воравонгів. Попри це, 23 листопада 1954 року Сананікон знов увійшов до складу уряду Катая Дона Сасоріта, отримавши портфелі заступника прем'єр-міністра та міністра закордонних справ. Ті посади він обіймав до 21 березня 1956 року, коли Суванна Пхума сформував кабінет та розпочав перемовини з Патет Лао.
За часів урядової кризи в червні 1957 року Пхуї Сананікон удався до невдалої спроби сформувати власний уряд, а в серпні 1957 року ввійшов до складу першого Уряду національної єдності Суванни Пхуми знову як міністр закордонних справ, а також отримав посаду міністра громадських робіт, містобудування та реконструкції.
13 червня 1958 року Незалежна партія Пхуї Саннанікона об'єдналась із Національною партією Суванни Пхуми, нова політична сила отримала назву Лаоське народне зібрання. Пхуї Сананікон став одним з двох заступників голови партії.

### Друге прем'єрство
18 серпня 1958 року Пхуї Сананікон сформував уряд з представників власної партії, а також з Луа Хуам Сампан та Комітету захисту національних інтересів, не включивши до його складу Суванну Пхуму. Окрім того Сананікон зайняв посаду міністра економіки, планування та пошти. У В'єнтьяні поширювалась інформація, що посольство США виділило 100000 доларів на те, щоб організувати вотум недовіри коаліційному уряду та привести до влади Пхуї Сананікона. 11 лютого 1959 року його уряд відмовився від виконання Женевських і В'єнтьянських угод, у травні почав роззброєння сил Патріотичного фронту Лаосу (ПФЛ), а в червні заарештував його лідерів на чолі з принцом Суфанувонгом. На прохання Сананікона Лаос отримав від США військову допомогу розміром у 34 мільйони доларів на збільшення королівської армії, до країни були відряджені американські військові радники. Процес національного примирення було припинено, в Лаосі розгорнулась повномасштабна громадянська війна. У вересні 1959 року уряд Пхуї Сананікона звернувся до ООН зі скаргою на Північний В'єтнам, звинувативши В'єтнамську народну армію в участі у бойових діях на боці ПФЛ.
Упродовж 1959 року політична обстановка в країні погіршилась. Тепер уже урядові кола виявились розколотими внутрішніми суперечками. Після того, як у середині грудня 1959 року Пхуї Сананікон спробував усунути від посади міністра закордонних справ Кампана Панью, Комітет захисту національних інтересів зажадав відставки прем'єра. 25 грудня 1959 року державний секретар міністерства оборони генерал Пхумі Носаван вивів танки на вулиці В'єнтьяна та, оточивши будинок Сананікона патрулями жандармерії, домігся його відставки. Однак Катай Дон Сасоріт, який узявся за формування нового кабінету, раптово помер 29 грудня, а в ніч на 31 грудня командування армії здійснило військовий переворот й остаточно усунуло Пхуї Сананікона від влади.

### Останні роки
Після перевороту 1959 року Пхуї Сананікон зберіг свій вплив на політику країни, втім уже не обіймав високі державні посади. До 1975 року він, замінивши Суванну Пхуму, був головою партії Лаоське народне зібрання. У подальшому знову очолював парламент і навесні 1974 року став одним з ініціаторів парламентського розслідування щодо політики Суванни Пхуми, що сприяла поступовому посиленню позицій ПФЛ. Однак король у липні 1974 року під тиском тимчасового уряду був змушений розпустити Національні збори, розслідування не відбулось, а Пхуї Сананікон втратив свою посаду.
1 травня 1975 року, коли влада в Лаосі поступово переходила до рук ПФЛ і Народно-революційної партії Лаосу, демонстранти у В'єнтьяні виступили з засудженням Пхуї Сананікона, Бун Ума та інших правих лідерів. У травні Сананікон утік з Лаосу й емігрував до Франції, а у вересні того ж року був заочно засуджений на батьківщині до смертної кари. 1978 року в Парижі він сформував уряд у вигнанні.
Помер 4 грудня 1983 року в Парижі після тривалої хвороби.